# Flower of Evil (phim)
Hoa của Quỷ (tiếng Ý: Fior di male) là một bộ phim chính kịch câm năm 1915 của Ý do Carmine Gallone làm đạo diễn. Bộ phim được trình chiếu như một phần của chương trình Silent Divas trong chương trình Điện ảnh Ý tại Liên hoan phim New York lần thứ 38 vào năm 2000.

## Các diễn viên
- Ruggero Barni trong vai Ruggero Davusky
- Lyda Borelli trong vai Lyda
- Pina Menichelli
- Fulvia Perini trong vai Fulvia Rogers
- Augusto Poggioli trong vai Bambi Rogers
- Cecyl Tryan trong vai Cecyl